# Cuarteto (vocal)
Un cuarteto es una formación musical que consiste en cuatro cantantes que, mediante sus respectivas voces ejecutan temas musicales. En un cuarteto masculino, la formación estándar vendría a ser como la siguiente: primer tenor, segundo tenor, barítono y bajo.

## Géneros de cuartetos

### Religioso
Uno de los sectores donde más se han difundido los cuartetos es en el género religioso, con cientos de distintos grupos, algunos de larga trayectoria y popularidad como:
- The King's Heralds
- The Cathedrals
- The Gaither Vocal band
- The Imperials
- The Stamps
- Palmetto State Quartet
- Acappella
- Gold City
- Cuarteto Honor (Chile)
- Legado
- Cuarteto Discípulos (Chile)
- Legado de Esperanza (Chile)
- Alelujah (Chile)
- Reunidos (Chile)
- Asaf
- Heraldos de esperanza

## Estilos musicales

### A capela
Es tan difundido el estilo a capela (sin acompañamiento musical) entre los cuartetos que prácticamente son términos afines. Quizás porque los primeros cuartetos cantaron precisamente a capela. Hoy en día este estilo en los cuartetos ha crecido de en variedad, yendo a capela sumamente armónico a modo de coro, hasta fusiones rítmicas con el beatbox y el uso de muchos otros recursos.
Cuartetos a capela más conocidos:
- Glad
- Acappella
- Rescue
- Heaven
- A Cappella Harmony Quartet
- Rockappella
- Vocal Spectrum
- Milagro de Dios (Cuarteto Adventista)
- Arautos do Rei (Cuarteto Adventista, Brasil)
- Legado (Cuarteto Adventista, Chile)